# Oostelijke bospiewie
De oostelijke bospiewie (Contopus virens) is een zangvogel uit de familie Tyrannidae (tirannen).

## Verspreiding en leefgebied
Deze soort komt voor in oostelijk Noord-Amerika en overwintert tot noordelijk Bolivia en westelijk Brazilië.

## Status
De grootte van de populatie is in 2019 geschat op 6,5 miljoen volwassen vogels. Op de Rode lijst van de IUCN heeft deze soort de status niet bedreigd.